# ناتورنز
ناتورنز ( تُلفظ بالألمانية: [naˈtʊrns] ؛ (بالإيطالية: Naturno)‏ ‎[naˈturno]‏ ) هي بلدية (بلدية) في مقاطعة جنوب تيرول في شمال إيطاليا ، وتقع على بعد حوالي 40 كيلومتر (25 ميل) شمال غرب مدينة بولسانو .

## جغرافية
اعتبارًا من 31 ديسمبر 2015 ،حيث كان عدد سكانها 5739 نسمة وتبلغ مساحتها 67.0 كيلومتر مربع (25.9 ميل2) . 
تقع ناتورنز على حدود البلديات التالية: كاستيلبل-تشارس ، ألغوند ، لانا ، بارتشينز ، بلاوس ، سانت بانكراز ، شنالز ، وأولتن .

### فرازيوني
بلدية ناتورنز تحتوي على frazioni (التقسيمات الفرعية ، بشكل رئيسي القرى والنجوع) Staben (Stava) و Tabland (Tablà).

## التاريخ

### معطف الاذرع
الدرع اللازوردي ومثلث متساوي الأضلاع من أو . وهي مأخوذة من سلالة Lords of Nals القديمة الذين عاشوا في القرية حتى عام 1380.ومُنح شعار النبالة في عام 1966. 

## المجتمع

### التوزيع اللغوي
وفقًا لتعداد عام 2011 ، يتحدث 96.83٪ من السكان الألمانية ، 3.04٪ إيطاليون و 0.14٪ لادن كلغة أولى. 

## الأماكن ذات الأهمية
- كنيسة القديس بروكولوس: بُنيت في القرن السابع ، وتحافظ على اللوحات الجدارية التي تعود إلى عصر ما قبل كارولينجيان
- قلعة جوفال : مقر إقامة رينهولد ميسنر ، تعرض معارض فنية مختلفة
- منتزه تيكسل جروب الطبيعي
- تدريب العالم
- إيرليبنيسباد / أكوافينتورا ناتورنو

- Schwalbe-TOUR-Transalp (سباق MTB على سبع مراحل عبر جبال الألب النمساوية والإيطالية)
- Ötzi Alpine Marathon ( الترياتلون الشديد / ركوب الدراجات الجبلية ، الجري ، تسلق الجبال للتزلج)
- سوق ناتورنو للفخار (مشاركة دولية ، كل عامين)
- ليلة الأضواء (وتناول العشاء تحت النجوم ، في يوليو).
- ناتورنو تضحك! (مهرجان الصيف الكوميدي الدولي)
- مهرجان نبيذ ريسلينج (خريف ناتورنو جورميه)
- طهي المزارع من Monte Sole (خريف ناتورنو جورميه)
- مهرجان الكستناء في ناتورنو (تجربة الطهي التقليدية ،وأيام الأربعاء من شهر أكتوبر)

## المع

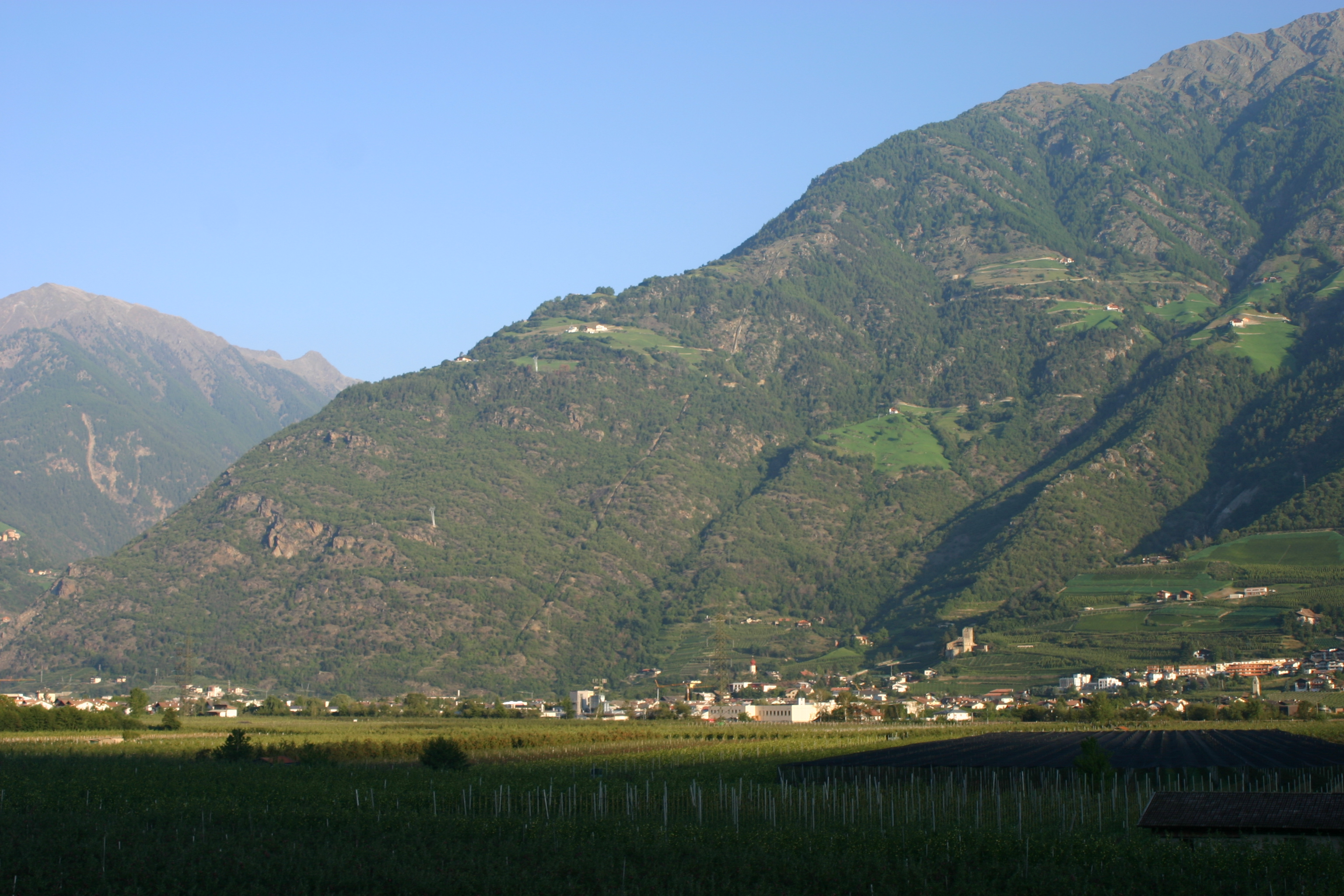
ناتورنز
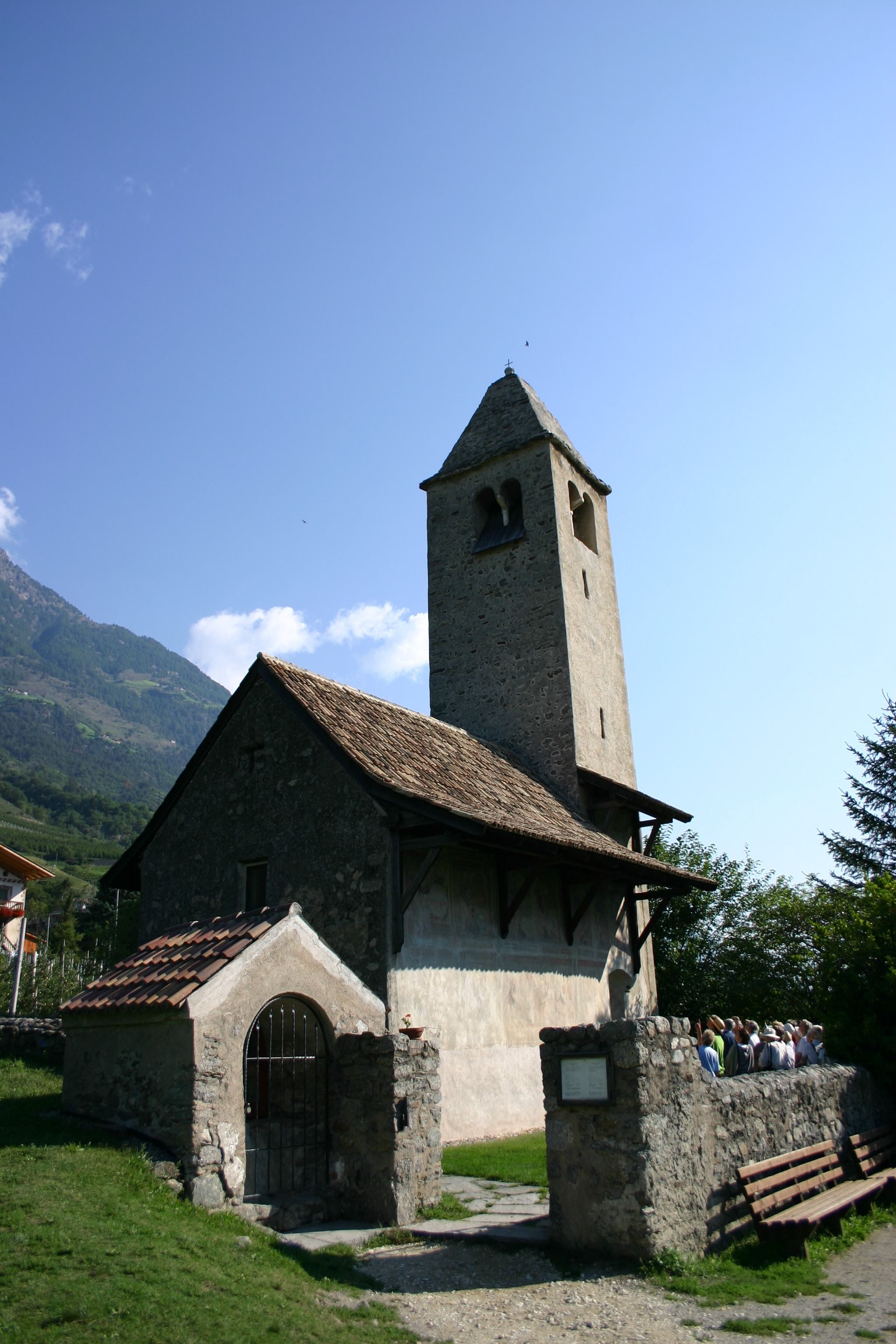
كنيسة القديس بروكليوس
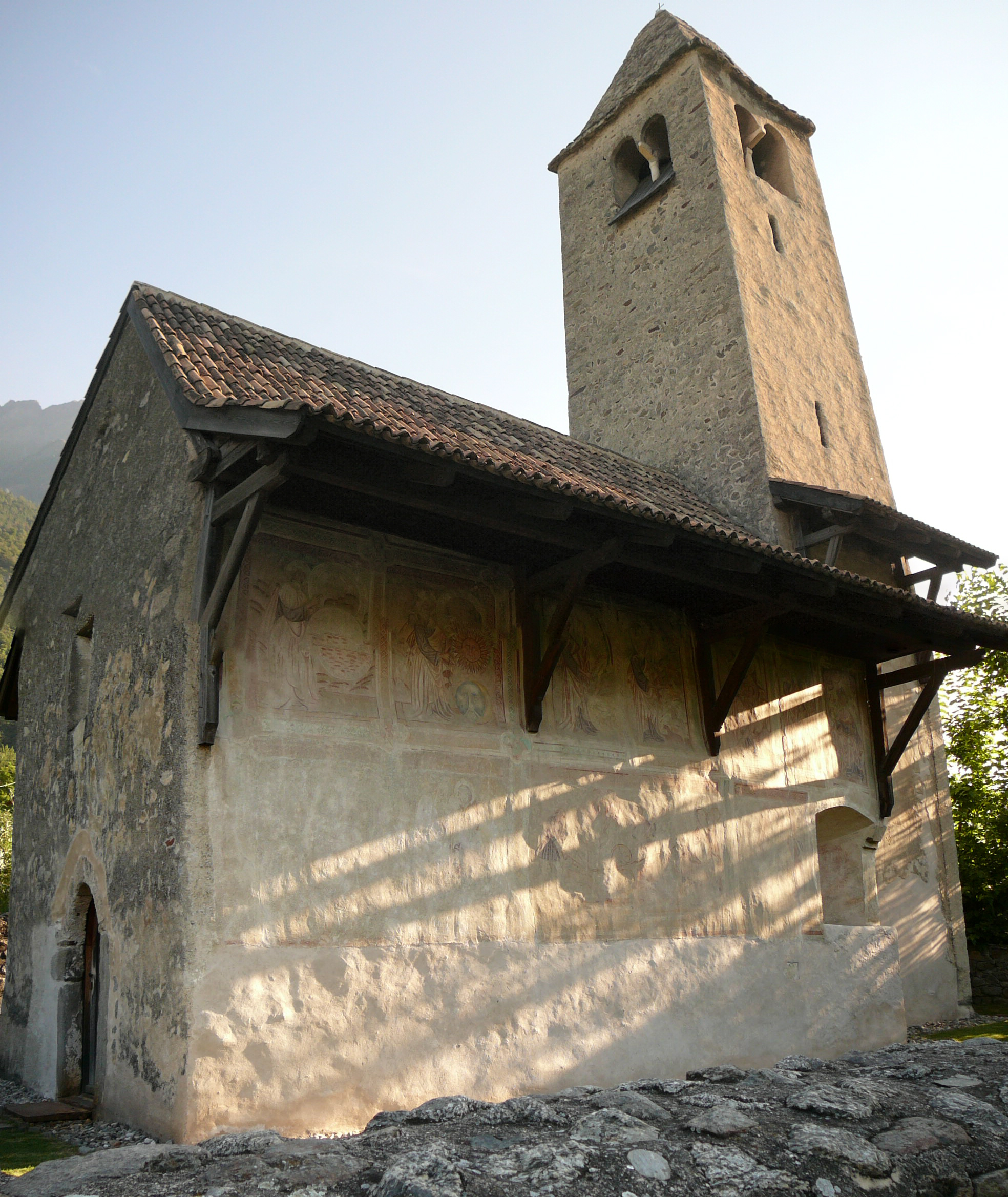
كنيسة القديس بروكلوس (2)
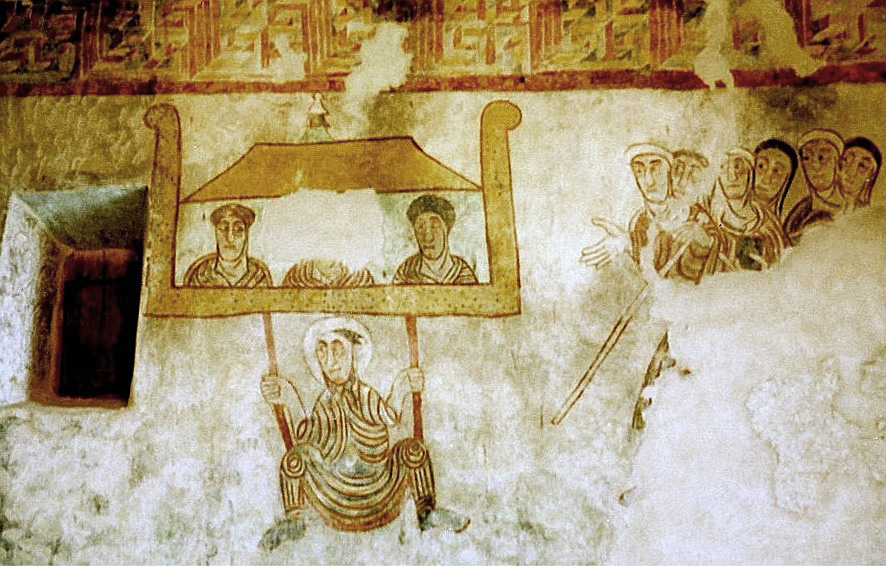
لوحة جدارية من القرن السابع في سانت بروكليس
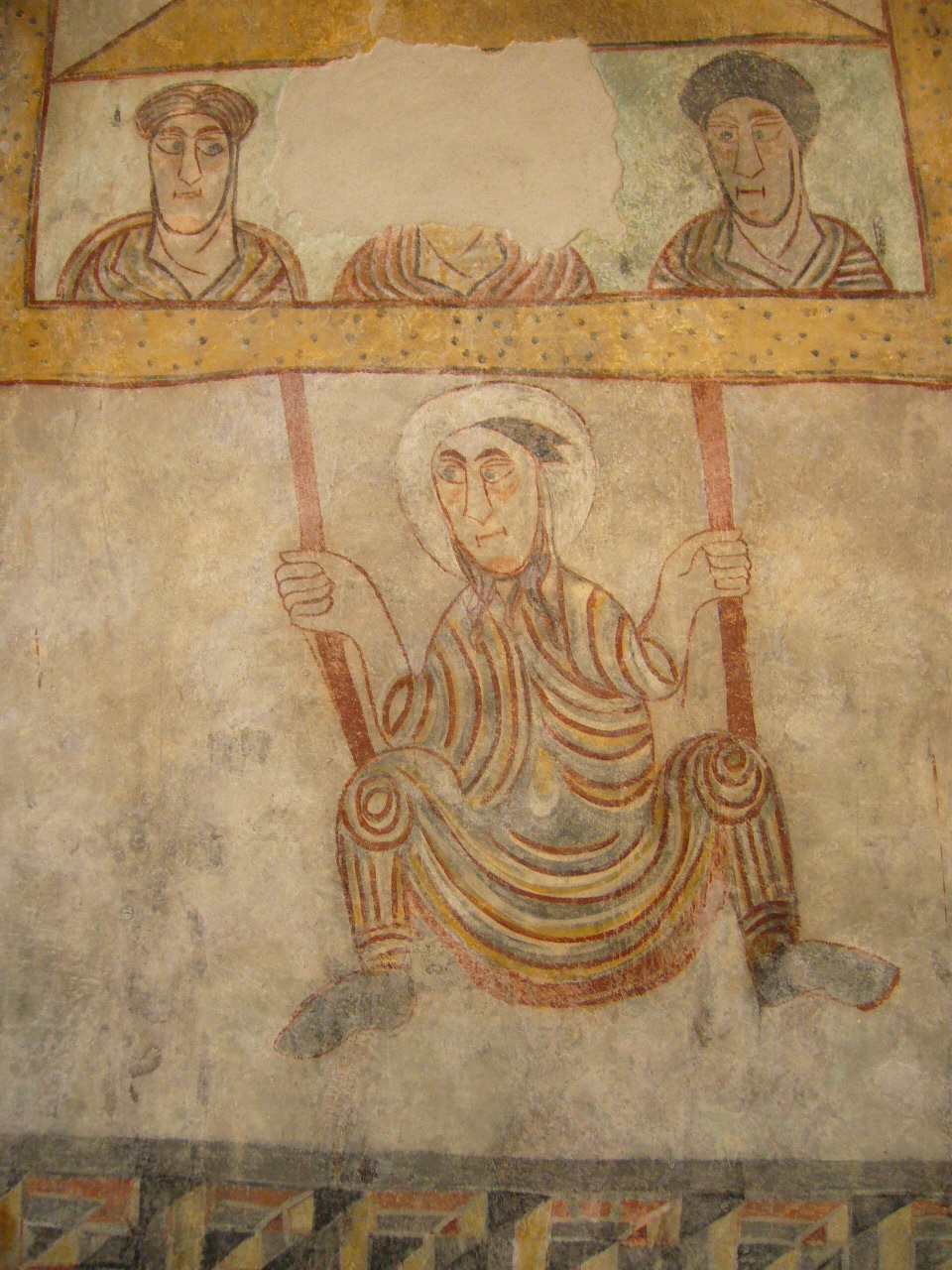
لوحة جدارية من القرن السابع في سانت بروكليس - التفاصيل
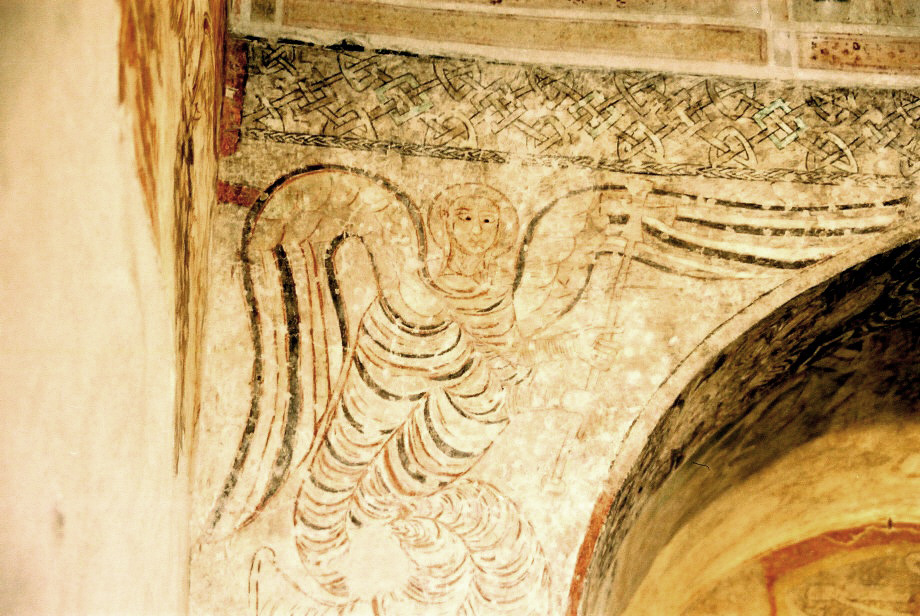
لوحة جدارية من القرن السابع في سانت بروكليس
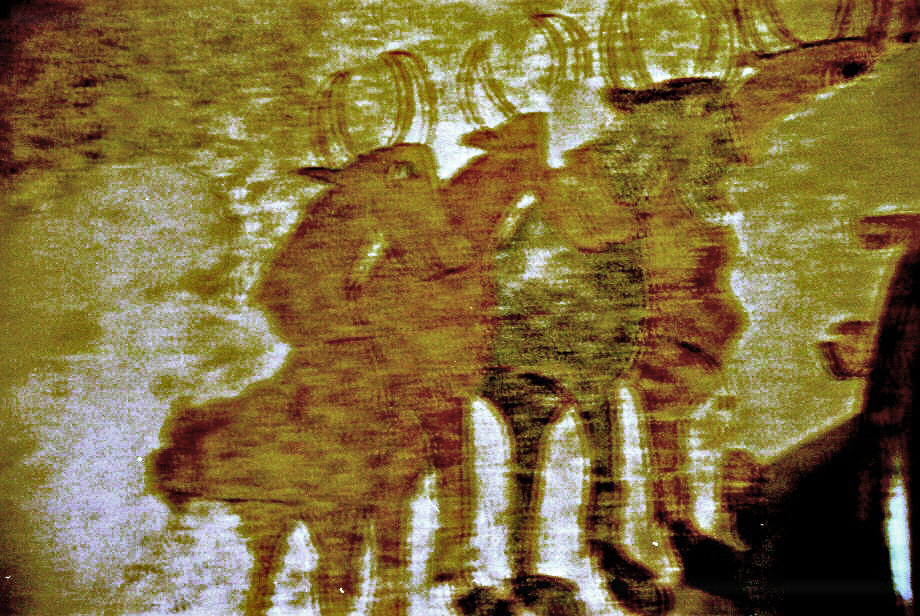
لوحة جدارية من القرن السابع في سانت بروكليس
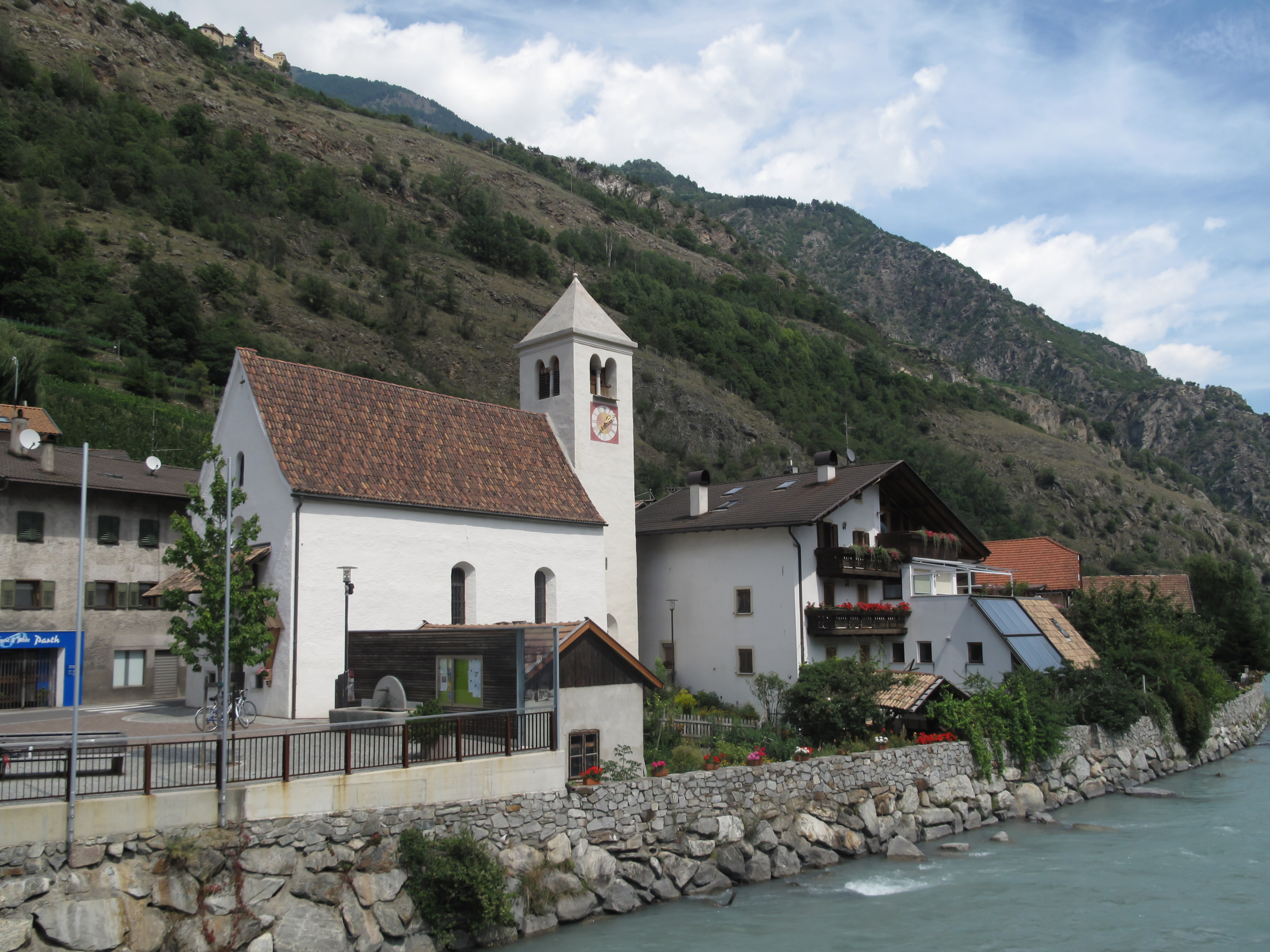
الكنيسة (die Liebfrauenkirche) في Staben

## المدن التوأم والمدن الشقيقة
- Axams in Austria
- Rhein-Pfalz-Kreis in Germany